# ポコ・ア・ポコ
ポコ・ア・ポコはNHK教育テレビのテレビ番組『天才てれびくん』で放送された音楽コーナー。

## 概要
てれび戦士のクリス（クリスティー・コーサル）がCGキャラクターと一緒に音楽を学んでいくコーナー。キーボードベースへの挑戦を機会にユニットを結成。以後ユニットでさまざまな取り組みを行うようになった。

## 1993年度

### 出演者
- ドレミファキッズ
- クリマカーユ

### CGキャラクター
- ポコ（声・小林優子）
- れんたろう
音楽豆知識の先生。名前は瀧廉太郎からもらった。
「ベートーベンをぶっ飛ばせ!」のコーナー担当。
- ミスターハンズ（声・おぼたけし）
クリスに音楽の指導を行う。その名の通り肉体はゴム手袋を着けた手のみであり、英語混じりの軽快な口調で喋る。

### 指導者
- 橋田正人（パーカッション）
- 中島啓江（コーラス）
- ジミー竹内（ドラムセット）
- 高杢禎彦（ステージパフォーマンス）

### 放送日程
番組前半のメインコーナーとして「恐竜惑星」と隔週で放送。
| 週 | 放送期間            | 課題曲                           | 脚注     |
| -- | ------------------- | -------------------------------- | -------- |
| 01 | 04月12日 - 04月15日 | サティスファクション             | [ * 1 ]  |
| 02 | 05月03日 - 05月06日 | エル・クンバンチェロ             | [ * 2 ]  |
| 03 | 05月17日 - 05月20日 | ペッパー警部                     | [ * 3 ]  |
| 04 | 06月07日 - 06月10日 | 君がいるだけで                   | [ * 4 ]  |
| 05 | 06月21日 - 06月24日 | ハンガリー舞曲                   | [ * 5 ]  |
| 06 | 07月05日 - 07月08日 | デイドリーム・ビリーバー         | [ * 6 ]  |
| 07 | 09月13日 - 09月16日 | 世界中の誰よりきっと             | [ * 7 ]  |
| 08 | 09月27日 - 09月30日 | サタデー・ナイト                 | [ * 8 ]  |
| 09 | 10月18日 - 10月21日 | 運命                             | [ * 9 ]  |
| 10 | 11月01日 - 11月04日 | Diamonds                         | [ * 10 ] |
| 11 | 11月22日 - 11月25日 | ライディーン                     | [ * 11 ] |
| 12 | 12月06日 - 12月09日 | 先生は胴長おじさん               | [ * 12 ] |
| 13 | 12月27日 - 12月30日 | 年下の男の子                     | [ * 13 ] |
| 14 | 01月17日 - 01月20日 | ジャンピン・ジャック・フラッシュ | [ * 14 ] |

| 放送日時                         | タイトル                                          | 脚注     |
| -------------------------------- | ------------------------------------------------- | -------- |
| 1994年01月03日 月曜18:30 - 19:00 | お正月だよ!天才てれびくん 「ポコ・ア・ポコ」      | [ * 15 ] |
| 1994年01月04日 火曜18:00 - 18:25 | ポコ・ア・ポコ スペシャル リズム編 / キーボード編 | [ * 16 ] |
| 1994年01月05日 水曜18:00 - 18:25 | ポコ・ア・ポコ スペシャル ドラム編 / バンド編     | [ * 17 ] |
| 1994年01月31日 月曜18:00 - 18:25 | ポコ・ア・ポコ コンサート ※1993年度の最終回       | [ * 18 ] |

### ポコ・ア・ポコ コンサート
放送日時
本放送：1994年1月31日 月曜18:00 - 18:25（通常放送枠）
再放送：1994年3月31日 木曜18:00 - 18:25（通常放送枠）
収録会場
1994年1月23日 東京都武蔵村山市 武蔵村山市民会館
入場者961人
出演者
- ドレミファキッズ
- クリマカーユ
- じゃあず
- てつろうバンド

出典

## 1994年度

### 概要
ポコが「音楽なんかヤメテヤル」と発言したのを機にデビルポコ誕生。ポコが囚われの身となってしまい、彼を助けるためクリスが視聴者と共にデビルポコの繰り出すさまざまなクイズに挑戦するコーナーが存在した。

### 出演者
- クリマカーユ
- イジューマン：伊集院光

### CGキャラクター
- ポコ / デビルポコ（声・小林優子）
- ジェームス・コーサル（声・高山みなみ）
現代（1994年）で音楽を学ぶ、20年後にクリスの父親となる人物。とても歌が下手だった。
- れんたろう
「帰ってきたれんたろうの歌王」のコーナー担当。ジェームスに音楽を教える。
- ミスターハンズ（声・おぼたけし）

### 放送日程
水曜日の番組前半のメインコーナーとして放送。
| 回 | 放送日   | 内容 | 脚注     |
| -- | -------- | --- | -------- |
| 01 | 04月06日 | 「17才」第1回 | [ * 19 ] |
| 02 | 04月13日 | 「17才」第2回 - クリスチーネなつみのダンス教室 「ターン」                                                                                           | [ * 20 ] |
| 03 | 04月20日 | 「17才」第3回 - スクラッチ - クリスチーネなつみのダンス教室 「キック」 - 音楽の墓場「ピアノのおとは3本の弦のおと」                                  | [ * 21 ] |
| 04 | 04月27日 | 「17才」第4回 - デビルポコを倒せ! | [ * 22 ] |
| 05 | 05月11日 | 「ムーンライト伝説」第1回 - クリスチーネなつみのダンス教室「ステップ」 - 音楽の墓場「効果音って どんな音?」 - デビルポコを倒せ!                     | [ * 23 ] |
| 06 | 05月18日 | 「ムーンライト伝説」第2回 - 「YOU YOU YOU」神奈川県横浜市マヤ保育園 クリマカーユが園児とダンス - デビルポコを倒せ!                                  | [ * 24 ] |
| 07 | 05月25日 | 「ムーンライト伝説」第3回 - 音楽の墓場「効果音をつけてみよう」 - デビルポコを倒せ!                                                                  | [ * 25 ] |
| 08 | 06月01日 | 「ガッタ・ガッタ・シャウト」第1回 - クリクリ・ジャガーのロック講座!「リフ」 - デビルポコを倒せ!「じゃまじゃまイントロクイズ」                       | [ * 26 ] |
| 09 | 06月15日 | 「ガッタ・ガッタ・シャウト」第2回 - クリマカーユのかえ歌大会 - 音楽の墓場 「声を出す呪文で君も大歌手!」 - デビルポコを倒せ!                         | [ * 27 ] |
| 10 | 06月22日 | 「ガッタ・ガッタ・シャウト」第3回 - クリスチーネなつみのダンス講座!「ヘッドロール」 - 音楽の墓場 「声を出す呪文で君も大歌手!2」 - デビルポコを倒せ! | [ * 28 ] |
| 11 | 06月29日 | 「ガッタ・ガッタ・シャウト」第4回 - クリスチーネなつみのダンス教室「キメ」 - クリクリ・ジャガーのロック講座!                                        | [ * 29 ] |
| 12 | 07月06日 | 「ムーンライト伝説」第4回 - クリマカーユのジョイントライブ with ジェリービーンズ - ポコ vs デビルポコ                                               | [ * 30 ] |
| 13 | 09月14日 | 「がんばってダーリン!」第1回 - レコーディング | [ * 31 ] |
| 14 | 09月21日 | 「がんばってダーリン!」第2回 - デビルポコを倒せ! - 帰ってきたれんたろうの歌王                                                                       | [ * 32 ] |
| 15 | 09月28日 | 「がんばってダーリン!」第3回 - クリスチーばあちゃんのダンス入門 - 帰ってきたれんたろうの歌王 - デビルポコを倒せ!                                    | [ * 33 ] |
| 16 | 10月05日 | 「がんばってダーリン!」第4回 - クリスチーばあちゃんのダンス入門                                                                                     | [ * 34 ] |
| 17 | 10月19日 | 「ハートでジャム・JAM・ジャーム」第1回 | [ * 35 ] |
| 18 | 10月26日 | 「ハートでジャム・JAM・ジャーム」第2回 | [ * 36 ] |
| 19 | 11月02日 | 「ハートでジャム・JAM・ジャーム」第3回 | [ * 37 ] |
| 20 | 11月09日 | 「ハートでジャム・JAM・ジャーム」第4回 | [ * 38 ] |
| 21 | 11月23日 | 「誕生日の夜は」第1回 | [ * 39 ] |
| 22 | 11月30日 | 「誕生日の夜は」第2回 | [ * 40 ] |
| 23 | 12月07日 | 「誕生日の夜は」第3回 | [ * 41 ] |
| 24 | 12月14日 | 「誕生日の夜は」第4回 | [ * 42 ] |
| 25 | 12月28日 | 「おとな絶対ハンタイっ!」第1回 | [ * 43 ] |
| 26 | 01月11日 | 「おとな絶対ハンタイっ!」第2回 | [ * 44 ] |
| 27 | 01月18日 | 「おとな絶対ハンタイっ!」第3回 | [ * 45 ] |
| 28 | 01月25日 | 「おとな絶対ハンタイっ!」第4回 | [ * 46 ] |

総集編
1. 1994年07月18日 月曜 [124]
2. 1994年07月19日 火曜 [125]
3. 1994年07月20日 水曜 [126]
4. 1994年07月21日 木曜 [127]
5. 1994年07月25日 月曜 [128]
6. 1994年07月26日 火曜 [129]

## 1995年度

### 概要
視聴者から送られてきた演奏ビデオを審査するのが中心になった。

### 出演者
- クリス&CHUCHUクラブ
- タケカワユキヒデ

### CGキャラクター
- チキンパンク（声・千葉繁）
- せんせい（声・上田敏也）
- チェリー（声・小林優子）
- りす（声・高田由美）

### 放送日程
木曜日（初回のみ金曜日）の番組前半のメインコーナーとして放送。
| 回 | 放送日   | 節    | 楽曲                                                       | 脚注     |
| -- | -------- | ----- | ---------------------------------------------------------- | -------- |
| 01 | 04月07日 | 第1節 | ポコ・ア・ポコ'95 歌：クリスティー・コーサル               | [ * 47 ] |
| 02 | 04月13日 | 第1節 | ポコ・ア・ポコ'95 歌：クリスティー・コーサル               | [ * 48 ] |
| 03 | 04月20日 | 第1節 | ポコ・ア・ポコ'95 歌：クリスティー・コーサル               | [ * 49 ] |
| 04 | 04月27日 | 第1節 | ポコ・ア・ポコ'95 歌：クリスティー・コーサル               | [ * 50 ] |
| 05 | 05月11日 | 第2節 | サンデーモーニングフィーバー 歌：クリスティー・コーサル    | [ * 51 ] |
| 06 | 05月18日 | 第2節 | サンデーモーニングフィーバー 歌：クリスティー・コーサル    | [ * 52 ] |
| 07 | 05月25日 | 第2節 | サンデーモーニングフィーバー 歌：クリスティー・コーサル    | [ * 53 ] |
| 08 | 06月01日 | 第2節 | サンデーモーニングフィーバー 歌：クリスティー・コーサル    | [ * 54 ] |
| 09 | 06月15日 | 第3節 | あべこべLove Motion : 歌：クリス&CHUCHUクラブ              | [ * 55 ] |
| 10 | 06月22日 | 第3節 | あべこべLove Motion : 歌：クリス&CHUCHUクラブ              | [ * 56 ] |
| 11 | 06月29日 | 第3節 | あべこべLove Motion : 歌：クリス&CHUCHUクラブ              | [ * 57 ] |
| 12 | 07月06日 | 第3節 | あべこべLove Motion : 歌：クリス&CHUCHUクラブ              | [ * 58 ] |
| 13 | 09月07日 | 第4節 | 大人になれるかな? : 歌：クリス&ダチョウ倶楽部              | [ * 59 ] |
| 14 | 09月14日 | 第4節 | 大人になれるかな? : 歌：クリス&ダチョウ倶楽部              | [ * 60 ] |
| 15 | 09月21日 | 第4節 | 大人になれるかな? : 歌：クリス&ダチョウ倶楽部              | [ * 61 ] |
| 16 | 09月28日 | 第4節 | 大人になれるかな? : 歌：クリス&ダチョウ倶楽部              | [ * 62 ] |
| 17 | 10月12日 | 第5節 | スターチャイルドスペースランナー : 歌：クリス&CHUCHUクラブ | [ * 63 ] |
| 18 | 10月19日 | 第5節 | スターチャイルドスペースランナー : 歌：クリス&CHUCHUクラブ | [ * 64 ] |
| 19 | 10月26日 | 第5節 | スターチャイルドスペースランナー : 歌：クリス&CHUCHUクラブ | [ * 65 ] |
| 20 | 11月02日 | 第5節 | スターチャイルドスペースランナー : 歌：クリス&CHUCHUクラブ | [ * 66 ] |
| 21 | 11月16日 | 第6節 | 道草ブギ : 歌：クリス&CHUCHUクラブ                         | [ * 67 ] |
| 22 | 11月23日 | 第6節 | 道草ブギ : 歌：クリス&CHUCHUクラブ                         | [ * 68 ] |
| 23 | 11月30日 | 第6節 | 道草ブギ : 歌：クリス&CHUCHUクラブ                         | [ * 69 ] |
| 24 | 12月07日 | 第6節 | 道草ブギ : 歌：クリス&CHUCHUクラブ                         | [ * 70 ] |
| 25 | 12月21日 | 第7節 | メッセージ : 歌：クリス&CHUCHUクラブ                       | [ * 71 ] |
| 26 | 01月04日 | 第7節 | メッセージ : 歌：クリス&CHUCHUクラブ                       | [ * 72 ] |
| 27 | 01月11日 | 第7節 | メッセージ : 歌：クリス&CHUCHUクラブ                       | [ * 73 ] |
| 28 | 01月18日 | 第7節 | メッセージ : 歌：クリス&CHUCHUクラブ                       | [ * 74 ] |

| 放送日時                         | タイトル                                          | 脚注     |
| -------------------------------- | ------------------------------------------------- | -------- |
| 1996年01月31日 水曜18:00 - 18:25 | ポコ・ア・ポコ 総集編 「ポコ・ア・ポコ特集!」     | [ * 75 ] |
| 1996年02月12日 月曜09:00 - 10:00 | 天才てれびくん祭り 決定!日本一!ポコ・ア・ポコ大賞 | [ * 76 ] |

総集編
1. 1995年10月06日 金曜 [166]
2. 1995年11月10日 金曜 [167]
3. 1995年12月15日 金曜 [168]

### ポコ・ア・ポコ特集!
概要
「ポコ・ア・ポコ」通算12回目の総集編。通常放送枠での「ポコ・ア・ポコ」最終回。
ポコ・ア・ポコ研究家のクリストファー教授（クリスティー・コーサル）が歴代CGキャラクターを招いて「ポコ・ア・ポコ」3年間の歴史を振り返る。
放送日時
1996年1月31日 水曜18:00 - 18:25
1年目 1993年度
解説・ナレーション：ポコ
- クリス成長の記録
- クリスにいじめられるポコ
- 1年目の「ポコ・ア・ポコ」でやった曲

2年目 1994年度
解説・ナレーション：デビルポコ
- 訳の分からないものに変身するクリス
  - クリスチーネなつみのダンス教室「スネーク」
  - クリクリ・ジャガーのロック講座!「リフ」
  - 聖クリアンヌ合唱隊「ハートでジャム・JAM・ジャーム」
  - 超能力少女エスパークリーピー!「デベロッペ」

- 2年目の「ポコ・ア・ポコ」でやった曲

3年目 1995年度
解説：チキンパンク、せんせい、チェリー
- 3年目の「ポコ・ア・ポコ」でやった曲
- クリスによる「決定!日本一!ポコ・ア・ポコ大賞」の告知

### 決定!日本一!ポコ・ア・ポコ大賞
番組名
天才てれびくん祭り 決定!日本一!ポコ・ア・ポコ大賞
放送日時
1996年2月12日 月曜09:00 - 10:00 建国記念の日の振替休日
収録会場
群馬県館林市 館林市文化会館
出演者
- クリスティー・コーサル
- タケカワユキヒデ
- ダチョウ倶楽部

## ドレミファキッズ
1993年度・女性ダンスグループ。
番組公式にはクリスティー・コーサルもドレミファキッズのメンバーとされている。
クリマカーユの結成に伴い、第9週（1993年10月18日）以降はメンバーが減少、出演機会も少なくなった。
1年間出演
- 中村友里子（小学6年）
- 石川磨依（小学5年）
- 鈴木加奈枝（小学4年）
- 寺嶋あゆみ
- 草村麻利子（小学2年）
- 富樫麻里
- 西村有香
- 細谷麻衣（小学3年）
- 倉沢桃子（小学2年）
- 糀本季央
- 三浦遊
- 小泉真由未

1993年9月30日まで出演
- 金子麻里（小学3年）
- 石井明日香（小学3年）
- 井上愛香
- 岡沢千穂梨
- 斎藤恵里奈
- 菅原彩
- 平野春花
- 藤田あゆ
- 藤村陽子
- 本多沙由里

## クリマカーユ
1993年度 - 1994年度。グループ名は各メンバーの頭文字をとってという由来。
| 名前                                  | 担当           | 生年月日                                | 血液型 | 出身地 |
| ------------------------------------- | -------------- | --------------------------------------- | ------ | ------ |
| クリスティー・コーサル Christy Korcal | keytar Drums   | 1982年7月8日（43歳） 小学5年 - 小学6年  | O型    | 北海道 |
| 中村友里子 なかむら ゆりこ            | Keyboard       | 1981年9月14日（43歳） 小学6年 - 中学1年 | O型    | 東京都 |
| 石川磨依 いしかわ まい                | Bass           | 1982年7月10日（43歳） 小学5年 - 小学6年 | B型    | 埼玉県 |
| 鈴木加奈枝 すずき かなえ              | Keyboard Drums | 1983年7月14日（42歳） 小学4年 - 小学5年 | B型    | 東京都 |

### CDシングル
- がんばってダーリン!（1994年9月10日、ポリドール）

### 楽曲一覧
| 初回放送日     | 楽曲                             | 原曲                  |
| -------------- | -------------------------------- | --------------------- |
| 1993年10月18日 | 運命                             | ベートーヴェン        |
| 1993年11月01日 | ダイアモンド                     | プリンセス プリンセス |
| 1993年11月22日 | ライディーン                     | YMO                   |
| 1993年12月06日 | 先生は胴長おじさん               |                       |
| 1993年12月27日 | 年下の男の子                     | キャンディーズ        |
| 1994年01月17日 | ジャンピン・ジャック・フラッシュ | The Rolling Stones    |
| 1994年04月06日 | 17才                             | 南沙織                |
| 1994年05月11日 | ムーンライト伝説                 | DALI                  |
| 1994年06月01日 | ガッタ・ガッタ・シャウト         |                       |
| 1994年09月14日 | がんばってダーリン!              |                       |
| 1994年10月19日 | ハートでジャム・JAM・ジャーム    |                       |
| 1994年11月16日 | 誕生日の夜は                     |                       |
| 1994年12月21日 | おとな絶対ハンタイっ!            |                       |

### ハートでジャム・JAM・ジャーム
ハートでジャム・JAM・ジャーム
- 歌：クリマカーユ
- 作詞：サエキけんぞう
- 作曲・編曲：白井良明
- 初回放送日：1994年10月19日
- 音楽商品
  - 1994年9月10日「がんばってダーリン!」

## クリス&CHUCHUクラブ
1995年度。
| 名前                                  | 担当         | 生年月日                      | 血液型 | 出身地   |
| ------------------------------------- | ------------ | ----------------------------- | ------ | -------- |
| クリスティー・コーサル Christy Korcal | Vocal Guitar | 1982年7月8日（43歳） 中学1年  | O型    | 北海道   |
| ウエンツ瑛士 Wentz えいじ             | Bass         | 1985年10月8日（39歳） 小学4年 | O型    | 東京都   |
| 篠原麻里 しのはら まり                | Drums        | 1985年1月7日（40歳） 小学5年  | AB型   | 東京都   |
| 星野涼子 ほしの りょうこ              | Keyboard     | 1984年8月30日（40歳） 小学5年 | O型    | 福島県   |
| 冨貴塚桂香 ふきつか けいか            | Keytar       | 1986年3月25日（39歳） 小学4年 | A型    | 神奈川県 |

楽曲一覧
- あべこべLove Motion
初回放送：1995年06月15日
- スターチャイルドスペースランナー
初回放送：1995年10月12日
- 道草ブギ
初回放送：1995年11月16日
作詞：伊藤千夏
作曲：中町俊自
振付：菊地裕之
- メッセージ
初回放送：1995年12月21日

## 大人になれるかな?
大人になれるかな?
- 歌：クリス&ダチョウ倶楽部
- 作詞：秋元康
- 作曲・編曲：岩崎文紀
- コーラス編曲：藤原いくろう
- 初回放送日：1995年9月7日
- 音楽商品
  - 1995年9月6日「ガンバレ!アインシュタイン」

## スタッフ
- 音楽：タケカワユキヒデ
- 歌指導：比呂公一
- 編曲：小山哲朗、武島伸
- 振付：木島今日子
- ディレクター：山田淳[169]